# De La Rue
De La Rue es un fabricante británico de impresoras y papel de seguridad. La empresa fue fundada en Londres en el año 1821 por Thomas de la Rue (nacido el 24 de marzo de 1793 en The Forest, Guernsey). En 1958, Thomas de la Rue modificó el nombre la empresa y la llamó De La Rue Company Limited PLC; en 1991 pasó a ser De La Rue PLC.
De entre sus productos, se destaca, los papeles de seguridad y alta tecnología de impresión para la impresión de 150 monedas nacionales en el todo el mundo; alegando ser el mayor fabricante de papel de seguridad del mundo. No obstante, los billetes estadounidenses, de dólar, es impreso en papel producido por la empresa Crane & Company.
El diseño de las cartas de la baraja francesa actual están inspiradas en el diseño de Thomas de la Rue. La empresa también imprimió sellos postales para Gran Bretaña y algunas de sus colonias.
Fabricaron el primer cajero automático del mundo.
De la Rue tiene sus instalaciones en Gateshead, y utiliza la letra H para indicarlo en sus billetes; parte de los billetes de euro introducidos por Portugal (código de país M), Finlandia (código L) e Irlanda (código T) han sido impresos con este.